# Matej Grašič
Matej Grašič (1804? – 4. května 1869 Mirna Peč) byl rakouský politik slovinské národnosti z Kraňska, během revolučního roku 1848 poslanec Říšského sněmu.

## Biografie
Roku 1849 se uvádí jako Matthäus Graschitsch, rolník v obci Höniggrätz. Pocházel z obce Strahinj. Byl majitelem mlýna ve Vrhpeči. Zemřel bez potomků.
Během revolučního roku 1848 se zapojil do veřejného dění. Ve volbách roku 1848 byl zvolen i na ústavodárný Říšský sněm. Zastupoval volební obvod Novo mesto. Tehdy se uváděl coby rolník. Řadil se ke sněmovní levici.
Podle údajů v rakouské parlamentní databázi se narodil zřejmě roku 1804 a zemřel 4. května 1869 v obci Mirna Peč v okrese Novo mesto (tehdy Kraňsko, dnes Jihovýchodní slovinský region).